# Blauwkaptangare
De blauwkaptangare (Sporathraupis cyanocephala synoniem: Thraupis cyanocephala) is een vogelsoort uit de familie Thraupidae (tangaren). 

## Verspreiding en leefgebied
Deze soort komt voor in de nevelwouden en telt 8 ondersoorten:
- S. c. cyanocephala: Ecuador, Peru en noordelijk Bolivia.
- S. c. annectens: centraal en westelijk Colombia.
- S. c. auricrissa: noordoostelijk Colombia en noordwestelijk Venezuela.
- S. c. margaritae: noordelijk Colombia.
- S. c. hypophaea: van noordwestelijk tot het noordelijke deel van Centraal-Venezuela.
- S. c. olivicyanea: het noordelijke deel van Centraal-Venezuela.
- S. c. subcinerea: van het noordelijke deel van Centraal-tot noordoostelijk Venezuela.
- S. c. buesingi: uiterst noordoostelijk Venezuela en Trinidad.